# Галапагоський морський заповідник
0°03′13″ пд. ш. 90°46′09″ зх. д. / 0.053611111111111° пд. ш. 90.769166666667° зх. д.

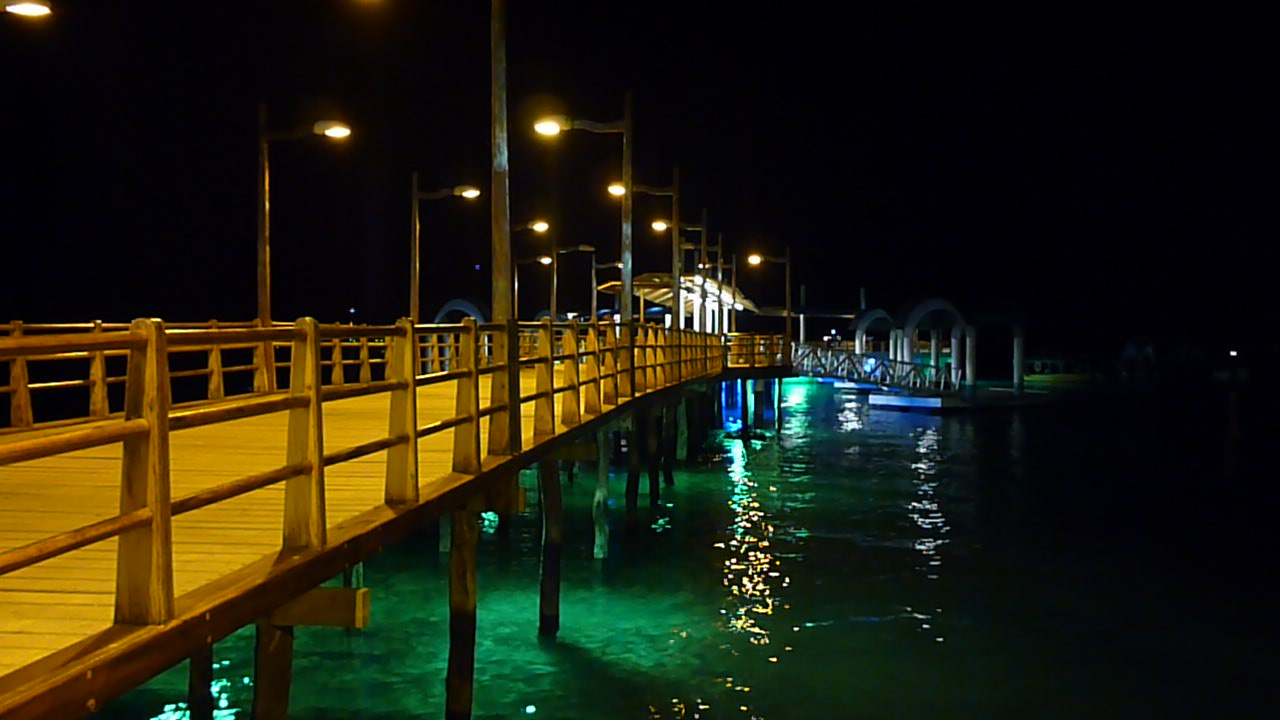
Пуерто-Айора вночі

Галапагоський морський заповідник розташований за тисячу кілометрів від материкового Еквадору і займає площу близько 133 тисячі квадратних кілометрів. Галапагоські острови та навколишні води являють собою одну з найбільш незвичайних екосистем у світі та є багатими районами біорізноманіття. Морський заповідник Галапагос має статус об'єкта всесвітньої спадщини ЮНЕСКО і є найбільшим морським заповідником у країні, що розвивається, і другим за величиною заповідником у світі.

## Снорклінг і дайвінг

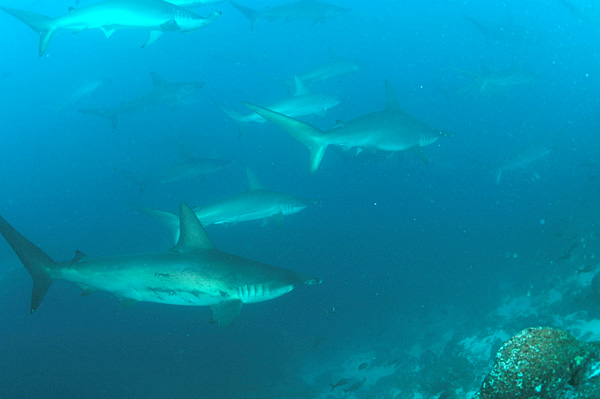
Акули-молоти на острові Вульф

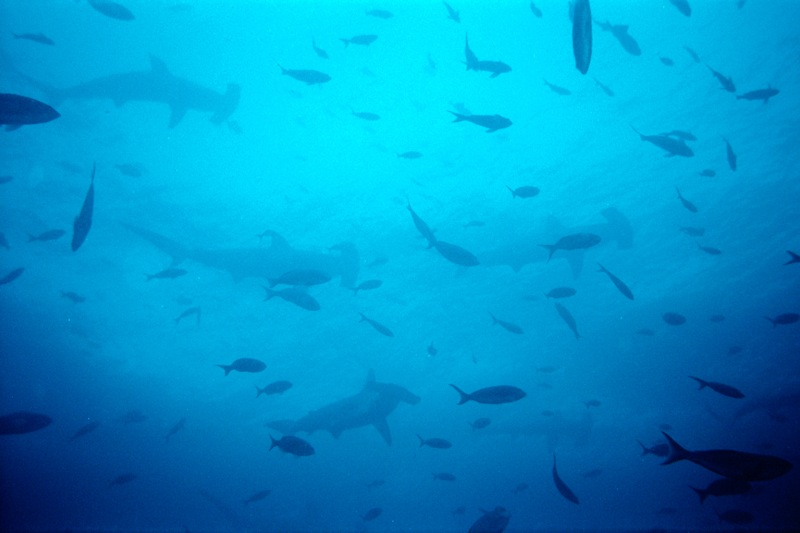
Гребінчасті акули-молоти на острові Вульф, Галапагоси

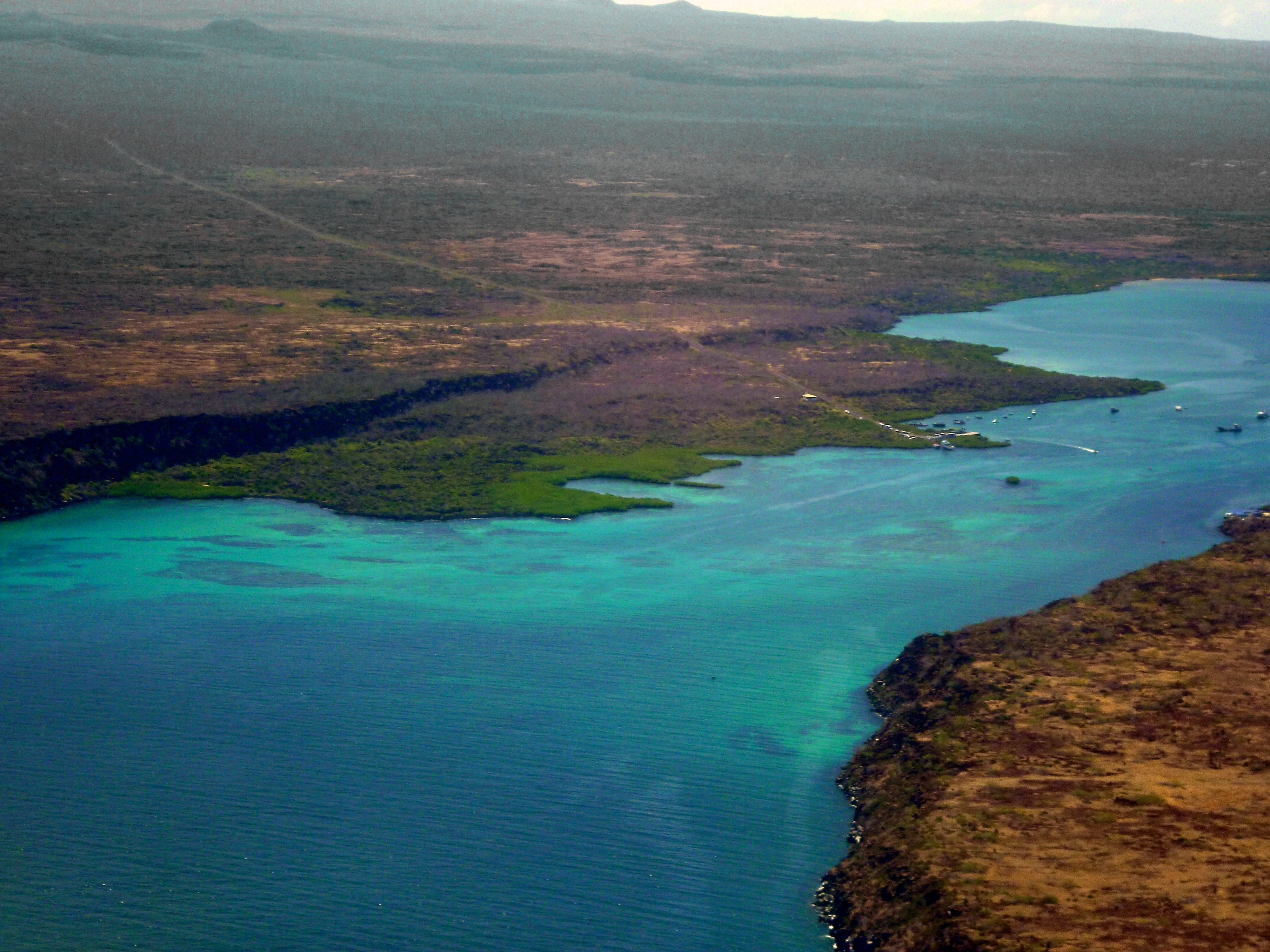
Вид з літака Airbus A320, який вилітає з острова Бальтра (праворуч) і острова Санта-Крус (ліворуч), а між двома островами знаходиться канал Ітабака, територія, заповнена водними таксі, які доставляють людей між ними

У деяких районах Галапагоського морського заповідника відвідувачі можуть займатися дайвінгом або снорклінгом, і багато гостей стикнулися з різними водними видами, які живуть під водою: китами, китовими акулами, акулами-молотами, скатами, мантами, рибами-мечами та морськими черепахами. Іншими середовищами існування в межах заповідника є кам'янисте морське дно, вертикальні скелі, піщані пляжі, мангрові болота та, меншою мірою, коралові рифи. Популярним місцем є затока Тортуга на острові Санта-Крус, де є окреме мангрове болото, в якому постійно водяться білопері рифові акули.

## Фауна
Прибережні озера, вологий ґрунт і території, де змішуються прісна та морська води, містять унікальні види, які ще належить дослідити. Тут об'єднуються холодні, гарячі та теплі морські течії, створюючи широке розмаїття тваринного світу: від маленьких кольорових риб до великих ссавців: морські ігуани, галапагоські сухопутні ігуани, галапагоські краби, галапагоські морські леви, акули, сули блакитноногі, галапагоські мартини, качки, фрегати та галапагоська черепаха. Найбільш унікальним видом на Галапагосах є морська ігуана через її земноводну природу. Це єдина відома рептилійна ящірка, яка може добувати їжу у воді та на суші.

## Екологічні загрози
Галапагоський морський заповідник стикається з рядом екологічних загроз. Найсерйозніші загрози для GMR походять від надмірного вилову риби та незаконного рибальства. На деяких тварин на Галапагосах завжди заборонено полювати. Законний місцевий промисел морських огірків і омарів сильно виснажений і може бути близький до краху. Це створює жахливі наслідки для надмірного рибальського сектору на Галапагоських островах, що, ймовірно, змушує місцевих рибалок все частіше звертатися до незаконних практик, таких як вилов акул заради плавників, надмірний вилов тунця та незаконний експорт морських огірків. Немісцеві види, такі як коти та собаки, також почали становити серйозну загрозу для крихкої екосистеми GMR.

## Забруднення та індустріалізація
Забруднення та індустріаліація становлять додаткову загрозу як для наземної, так і для морської дикої природи. Одночасне зростання індустрії туризму та кількості місцевого населення означає, що ця проблема, безумовно, ставатиме більшою. Населення Галапагоських островів зростає приблизно на 6 % на рік, що вдвічі більше, ніж на материковому Еквадорі. Зупинка танкера «Джесіка», який доставляв бункерне паливо та дизельне пальне для туристичних човнів і ВМС Еквадору, привернула увагу світу до морських загроз, пов'язаних із посиленням людської діяльності на островах.

## Заходи по збереженню природи
Багато міжнародних природоохоронних і наукових організацій працюють над захистом Галапагоського морського заповідника. Серед них — Фонд Чарльза Дарвіна та WildAid, які працюють над покращенням потенціалу персоналу Національного парку Галапагосів для захисту заповідника від надмірного вилову та інших загроз.
Товариство охорони «Морський пастух» також має офіс у Пуерто-Айора, на острові Санта-Крус.
У листопаді 2021 року президент Еквадору Гільєрмо Лассо оголосив про розширення резерву на 50 %, додавши 60 тисяч квадратних кілометрів для захисту підводних гір на північний схід від островів як морського заповідника Германдад. Він сполучатиметься із заповідною територією навколо Кокосового острова.